# Crassula peduncularis
Crassula peduncularis là một loài thực vật có hoa trong họ Crassulaceae. Loài này được (Sm.) F.Meigen miêu tả khoa học đầu tiên năm 1893.